# Audrey Johnson
Audrey Johnson, född 12 juli 2001, är en amerikansk parkourutövare.

## Karriär
I maj 2023 tog Johnson silver i speed vid världscupen i Montpellier. Calen Chan tog samtidigt brons i freestyle vilket var USA:s första medaljörer vid världscupen. I september 2023 tog hon brons i speed vid världscupen i Sofia.
I september 2024 tog Johnson USA:s första guld i freestyle vid världscupen i Coimbra samt ett brons i speed. I november 2024 vid VM i Kitakyūshū blev hon USA:s första VM-medaljör då hon tog hon silver i speed och brons i freestyle.